# Cambarus jezerinaci
Cambarus jezerinaci е вид ракообразно от семейство Cambaridae.

## Разпространение и местообитание
Видът е разпространен в САЩ (Вирджиния, Кентъки и Тенеси).
Обитава сладководни басейни, реки и потоци.